# Carl Joachim Classen

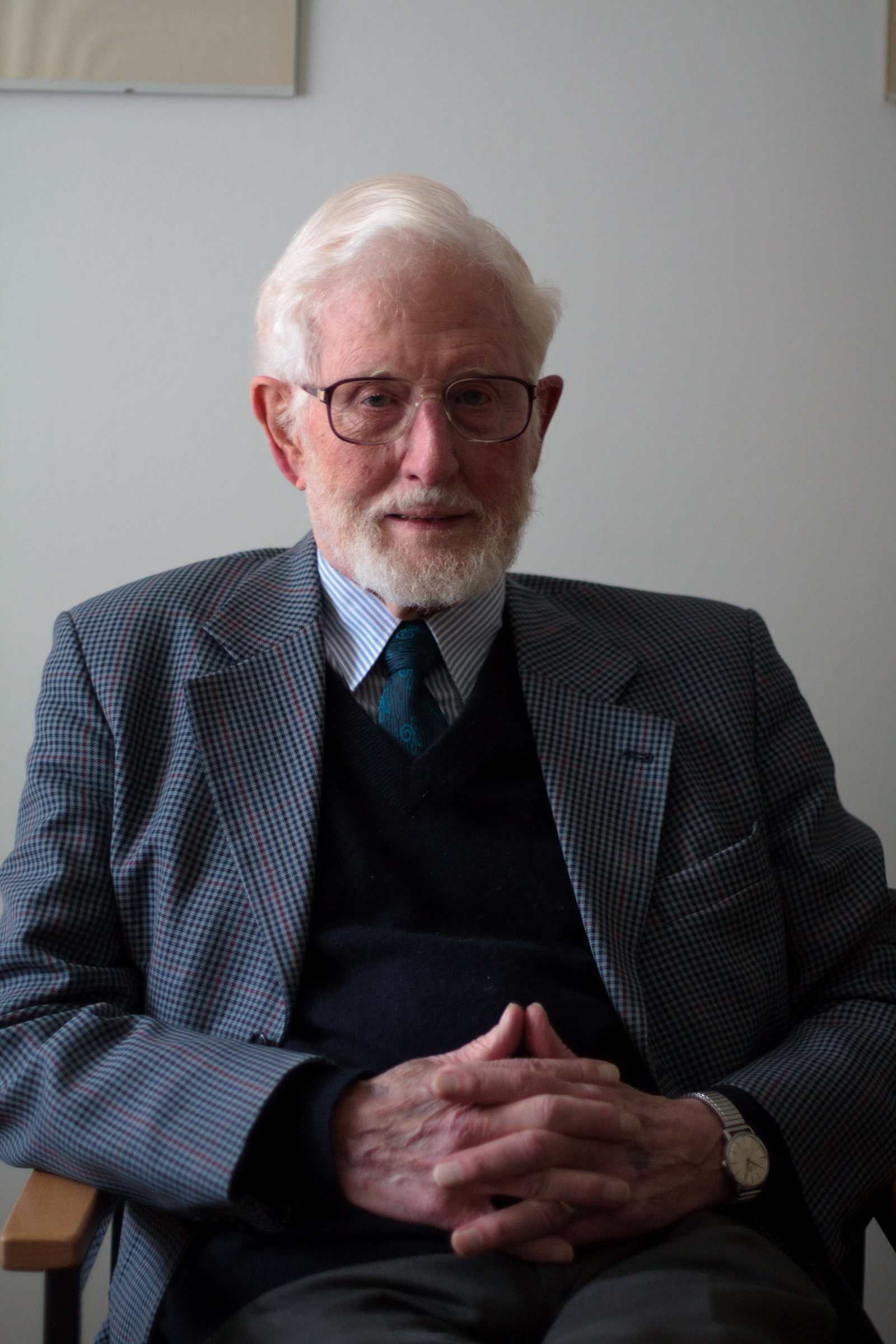
Carl Joachim Classen (2009)

Carl Joachim Classen (* 15. August 1928 in Hamburg; † 29. September 2013 in Bad Homburg vor der Höhe) war ein deutscher Klassischer Philologe und ab 1966 Lehrstuhlinhaber.

## Leben und Wirken
Carl Joachim Classen, ein Urenkel des Philologen und Gymnasialdirektors Johannes Classen (1805–1891), war Sohn von Erika Classen, geborene Petersen, und des Oberlandesgerichtsrats Erwin Classen. Er besuchte zusammen mit seinem älteren Bruder Peter Classen (1924–1980) die Gelehrtenschule des Johanneums in Hamburg. Nach dem Abitur 1947 studierte er Klassische Philologie und Philosophie an der Universität Hamburg, besonders bei Ernst Zinn und Bruno Snell. Snell vermittelte ihm auch eine Stelle an der Internatsschule Birklehof, die Georg Picht in Hinterzarten gegründet hatte. Dort betreute Classen im Sommersemester 1949 die Internatsschüler, exzerpierte Literatur für Pichts Platon-Archiv und nahm als einer von wenigen Studenten am ersten Treffen deutscher Altertumswissenschaftler nach dem Zweiten Weltkrieg teil. Später wechselte er an die Universität Göttingen, wo ihn vor allem der Philologe und Religionswissenschaftler Kurt Latte sowie der Philosoph Nicolai Hartmann förderten. Ein Semester brachte Classen auch an der University of Oxford zu, wo er 1956 den Abschluss B.Litt. machte. 1952 wurde Classen an der Universität Hamburg mit der Dissertation Untersuchungen zu Platons Jagdbildern zum Dr. phil. promoviert.
Nach dem Ersten Staatsexamen unterrichtete Classen an einem Gymnasium. Nach dem Zweiten Staatsexamen (1956) wurde er in Hamburg zum Studienassessor ernannt. Im selben Jahr trat er eine Stelle als Dozent für Klassische Philologie (Lecturer in Classics) an der University of Ibadan in Nigeria an, die er bis 1959 hatte. Nach drei Jahren kehrte er nach Deutschland zurück und ging an die Universität Göttingen, wo er von 1960 bis 1963 Lektor war, sich 1961 für Klassische Philologie habilitierte und Privatdozent wurde und 1963 zum Universitätsdozenten ernannt wurde. 1964/1965 vertrat er einen Lehrstuhl an der Universität Tübingen.
Im Jahr 1966 nahm Classen einen Ruf zum C4-Professor für Klassische Philologie an der Technischen Universität Berlin an und wurde dort Institutsdirektor. 1969 wechselte er an die Universität Würzburg, 1973 (als Lehrstuhlnachfolger von Wolf-Hartmut Friedrich) nach Göttingen, wo er zwanzig Jahre lang in Lehre und Forschung aktiv war und im Stadtteil Nikolausberg wohnte. Einen Ruf an die Westfälische Wilhelms-Universität in Münster lehnte er 1984 ab. Auch nach seiner Emeritierung (1993) hielt er Vorlesungen und setzte seine Forschungsarbeit fort. Im Frühjahr 2011 zog er nach Kronberg im Taunus.
Classens wissenschaftliches Interesse galt der römischen Rhetorik und deren Nachleben besonders im Humanismus, der griechischen Philosophie, römischen Satire, antiken Geschichtsschreibung und Wissenschaftsgeschichte. Zuletzt beschäftigte er sich mit Untersuchungen zu den antiken Wertvorstellungen und mit der rhetorischen Interpretation biblischer Texte. Classen war neben seiner Forschungs- und Lehrtätigkeit auch als Wissenschaftsorganisator und -vermittler im In- und Ausland tätig. Für seine Forschungen wurden Classen zahlreiche wissenschaftliche Ehrungen und Mitgliedschaften zugesprochen. 1987 wurde er zum ordentlichen Mitglied der Akademie der Wissenschaften zu Göttingen gewählt; im selben Jahr erlangte er bei einem Gastaufenthalt in Oxford den Titel D. Litt. Er war Mitglied vieler Kommissionen der Göttinger Akademie der Wissenschaften, von 1983 bis 1987 Erster Vorsitzender der Mommsen-Gesellschaft, von 1987 bis 1989 Präsident der Internationalen Gesellschaft für Geschichte der Rhetorik und von 1997 bis 2002 Präsident der Fédération Internationale des Associations d’Études Classiques. Als Gastprofessor wirkte er 1967/1968 in Austin (Texas), des Weiteren in Ibadan, Changchun (China, am dortigen Institute for the History of Ancient Civilizations) sowie nach seiner Emeritierung in Rom und Tartu (Estland), wo er 2000 die Ehrendoktorwürde erhielt. Weitere Gastaufenthalte hatte er am Institute for Advanced Study in Princeton (wo we 1975 Member war) und an mehreren Colleges der University of Oxford, 1980 als Vis. Fellow des All Souls College. Er war ausländisches Mitglied der Accademia di Archeologia und korrespondierendes Mitglied der Akademie von Athen. Von 1987 bis 1989 war er Präsident der International Society for the History of Rhetoric. Die Polnische Philologische Gesellschaft und die Griechische Philologische Gesellschaft Parnassos nahmen ihn als Ehrenmitglied auf. Er war Mitglied der Classical Association und von 1968 bis 2009 Mitglied der American Philological Association. Von Oktober 2009 an war er Mitglied der Matica srpska.
Classen war (Mit-)Herausgeber mehrerer Zeitschriften und Reihen, darunter die Beiträge zur Altertumswissenschaft (1976–2010), Gnomon (1988–2006), Voces (ab 1990), Catalogus Translationum et Commentariorum (seit 1993), Emerita (ab 2002) und Studia Humaniora Tartuensia (ab 2006).
Classen war evangelisch, befasste sich unter anderem mit afrikanischer Kunst, Kulturgeschichte und Politik, war verheiratet seit 1959 mit Roswitha Classen, geborene Rabl (* 1935), der Tochter des Orthopäden Carl-Rudolf Rabl und der Sabine Rabl, geborene Meinecke, die eine Enkelin des Zoologen und Anatomen Carl Rabl und des Historikers Friedrich Meinecke war. Er hatte drei Söhne, Claus Dieter, Carl Friedrich und Hans Christoph Classen.

## Schriften (Auswahl)
- Untersuchungen zu Platons Jagdbildern (= Deutsche Akademie der Wissenschaften zu Berlin. Schriften der Sektion für Altertumswissenschaft. Band 25 ZDB-ID 504279-3). Akademie-Verlag, Berlin 1960 (überarbeitete Fassung); zugleich Philosophische Dissertation Hamburg 1952.
- Sprachliche Deutung als Triebkraft platonischen und sokratischen Philosophierens (= Zetemata. Heft 22). Beck, München 1959; zugleich Habilitationsschrift Göttingen 1961.
- Die Stadt im Spiegel der Descriptiones und Laudes urbium in der antiken und mittelalterlichen Literatur bis zum Ende des zwölften Jahrhunderts (= Beiträge zur Altertumswissenschaft. Band 2). Olms, Hildesheim u. a. 1980, ISBN 3-487-07060-X.
- Recht – Rhetorik – Politik. Untersuchungen zu Ciceros rhetorischer Strategie. Wissenschaftliche Buchgesellschaft, Darmstadt 1985, ISBN 3-534-02023-5.
- Ansätze. Beiträge zum Verständnis der frühgriechischen Philosophie (= Elementa. Band 39). Königshausen & Neumann u. a., Würzburg u. a. 1986, ISBN 90-6203-607-4.
- Die Welt der Römer. Studien zu ihrer Literatur, Geschichte und Religion (= Untersuchungen zur antiken Literatur und Geschichte. Band 41). Unter Mitwirkung von Hans Bernsdorff herausgegeben von Meinolf Vielberg. De Gruyter, Berlin u. a. 1993, ISBN 3-11-013840-9.
- Zu Heinrich Bebels Leben und Schriften (= Nachrichten der Akademie der Wissenschaften zu Göttingen. Philologisch-Historische Klasse. Jahrgang 1997, Nr. 1). Vandenhoeck & Ruprecht, Göttingen 1997.
- Die Bedeutung der Rhetorik für Melanchthons Interpretation profaner und biblischer Texte (= Nachrichten der Akademie der Wissenschaften zu Göttingen. Philologisch-Historische Klasse. Jahrgang 1998, Nr. 5). Vandenhoeck & Ruprecht, Göttingen 1998.
- Zur Literatur und Gesellschaft der Römer. Steiner, Stuttgart 1998, ISBN 3-515-07110-5.
- Rhetorical Criticism of the New Testament (= Wissenschaftliche Untersuchungen zum Neuen Testament. Band 128). Mohr Siebeck, Tübingen 2000, ISBN 3-16-147370-1.
- Antike Rhetorik im Zeitalter des Humanismus (= Beiträge zur Altertumskunde. Band 182). Saur, München u. a. 2003, ISBN 3-598-77734-5.
- Vorbilder – Werte – Normen in den homerischen Epen (= Beiträge zur Altertumskunde. Band 260). De Gruyter, Berlin u. a. 2008, ISBN 978-3-11-020259-5.
- Aretai и virtutes. О вредносним представама и идеалима код Грка и Римљана. Припремила Ксенија Марицки Гађански. Службени Гласник, Belgrad 2008, ISBN 978-86-7549-805-6.
  - Deutsche Ausgabe unter dem Titel: Aretai und Virtutes. Untersuchungen zu den Wertvorstellungen der Griechen und Römer (= Beiträge zur Altertumskunde. Band 283). De Gruyter, Berlin u. a. 2010, ISBN 978-3-11-024594-3.
- Herrscher, Bürger und Erzieher. Beobachtungen zu den Reden des Isokrates (= Spudasmata. Band 133). Olms, Hildesheim u. a. 2010, ISBN 978-3-487-14347-7.

Herausgeberschaft
- Sophistik (= Wege der Forschung. Band 187). Wissenschaftliche Buchgesellschaft, Darmstadt 1976, ISBN 3-534-04316-2.
- mit Ulrich Schindel: Wolf-Hartmut Friedrich: Dauer im Wechsel. Aufsätze. Vandenhoeck & Ruprecht, Göttingen 1977, ISBN 3-525-25733-3.
- Probleme der Lukrezforschung (= Olms-Studien. Band 18). Olms, Hildesheim u. a. 1986, ISBN 3-487-07660-8.
- Die klassische Altertumswissenschaft an der Georg-August-Universität Göttingen. Eine Ringvorlesung zu ihrer Geschichte (= Göttinger Universitätsschriften. Serie A: Schriften. Band 14). Vandenhoeck & Ruprecht, Göttingen 1989, ISBN 3-525-35845-8.
- mit Heinz-Joachim Müllenbrock: Die Macht des Wortes. Aspekte gegenwärtiger Rhetorikforschung (= Ars rhetorica. Band 4). Hitzeroth, Marburg 1992, ISBN 3-89398-101-2.
- Kurt Latte: Opuscula inedita. Zusammen mit Vorträgen und Berichten von einer Tagung zum vierzigsten Todestag von Kurt Latte (= Beiträge zur Altertumskunde. Band 219). Saur, München u. a. 2005, ISBN 3-598-77831-7.
- Die Stammbücher von Johann Georg Krünitz. Edition von Carl Joachim Classen. Herausgegeben von Roswitha Classen. Franz Steiner, Stuttgart 2017, ISBN 978-3-515-11618-3.